# Марія Прусська (1579—1649)
Марія Прусська (нім. Marie von Preußen, 23 січня 1579 — 21 лютого 1649) — прусська принцеса з династії Гогенцоллернів, донька герцога Пруссії Альбрехта Фрідріха та клевської принцеси Марії Елеонори, дружина маркграфа Бранденбург-Байройту Крістіана.

## Біографія
Народилась  23 січня 1579 року у Кенігсберзі. Була другою дитиною та другою донькою в родині герцога Пруссії Альбрехта Фрідріха та його дружини Марії Елеонори Клевської. Мала старшу сестру Анну та менших: Софію, Елеонору та Магдалену Сибіллу. Мешкали принцеси у Кенігсберзькому замку, де виховувались у дусі протестантизму.
У 25-річному віці Марія стала дружиною 23-річного маркграфа Бранденбург-Байройту Крістіана. Шлюб був організований її матір'ю. Весілля пройшло 29 квітня 1604 у Плассенбурзі. Резиденцією подружжя став Байройтський замок. У них народилося дев'ятеро дітей. Матір Марії померла у червні 1608 року, а у березні 1609 року не стало її бездітного дядька, який правив Юліх-Клеве-Бергом. Оскільки батько не мав спадкоємців чоловічої статі, між Пруссією та Юліх-Клеве-Бергом виникла суперечка щодо компенсації Марії.
У 1613 році маркграфиня придбала маєтки Шрец і Кульмберг поблизу Гааги. Дохід з них вона використала, аби розширити замок Унтерншріз, свою удовину резиденцію. Під її управлінням була створена господарська адміністрація, і замок переживав свої золоті часи.
Через Тридцятилітню війну сімейство було змушене на деякий час залишити країну, маєтки Марії занепали.
Померла невдовзі після Вестфальського миру, 21 лютого 1649 року у Байройті. Була похована у міській кірсі Байройту. Чоловік пережив її на шість років.

## Родина
Чоловік — Крістіан, маркграф Бранденбург-Байройту
Діти:

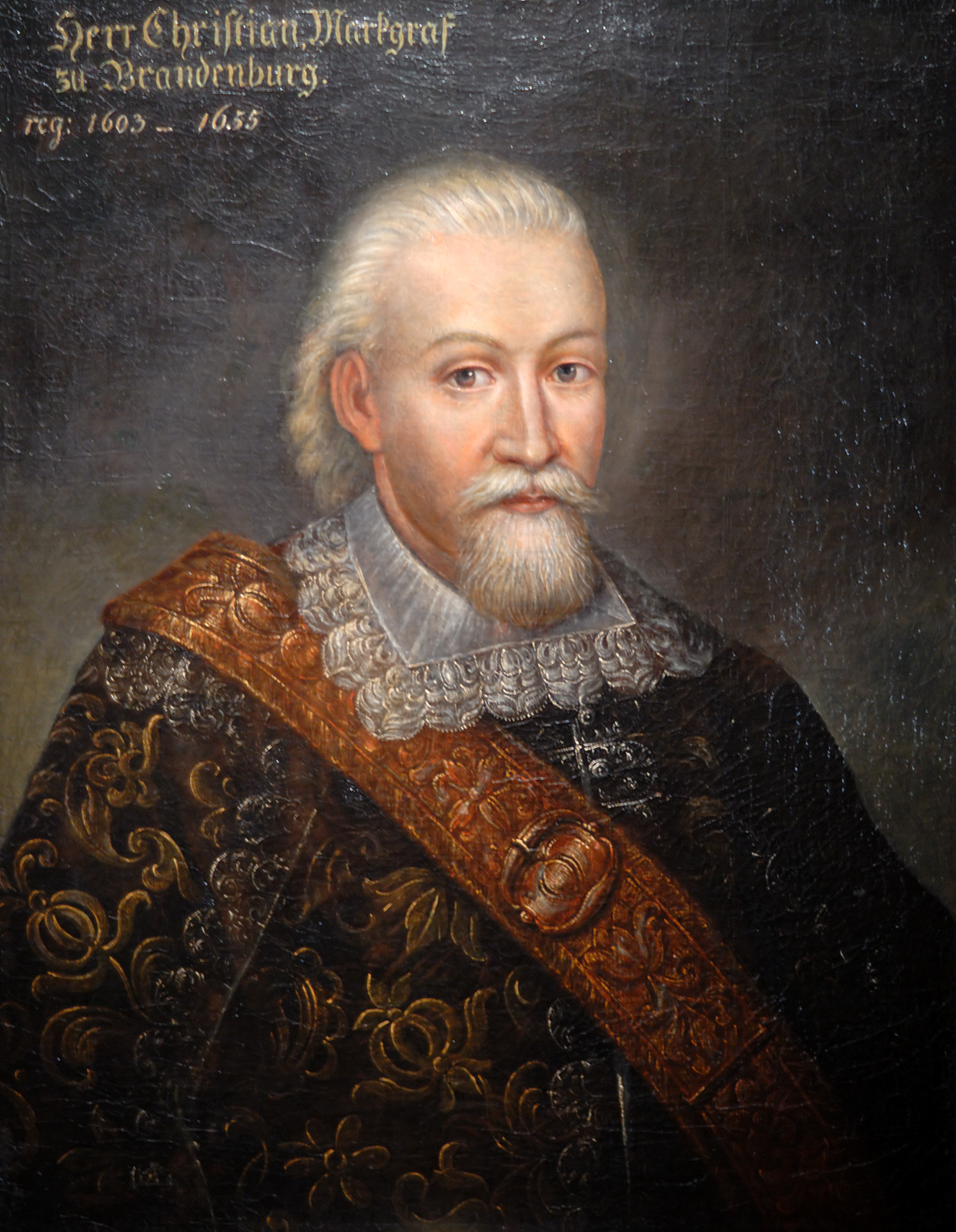
Портрет маркграфа Крістіана

- Єлизавета Елеонора (19—20 жовтня 1606) прожила 1 день;
- Георг Фрідріх (нар. та пом. 23 березня 1608) помер після народження;
- Анна Марія (1609—1680) — дружина герцога Крумлова Йоганна Антона I, мала чотирьох дітей;
- Агнеса Софія (19 липня—1 грудня 1611) прожила 4 місяці;
- Магдалена Сибілла (1612—1687) — дружина курфюрста Саксонії Йоганна Георга II, мала трьох дітей;
- Крістіан Ернст (1613—1614) прожив 2 місяці;
- Ердманн Август (1615—1651) — спадкоємний принц Бранденбург-Байройту, був одружений із принцесою Бранденбург-Ансбаською Софією, мав єдиного сина;
- Георг Альбрехт (1619—1666) — маркграф Бранденбург-Кульмбаський у 1655—1666 роках, був двічі одруженим, мав семеро дітей від обох шлюбів;
- Фрідріх Вільгельм (11—12 травня 1620) прожив 1 день.